# Septoria alnicola
Septoria alnicola är en svampart som beskrevs av Cooke 1871. Septoria alnicola ingår i släktet Septoria och familjen Mycosphaerellaceae.   Inga underarter finns listade i Catalogue of Life.